# Дунте
Дунте (лат. Dunte) — селище у Лиепупській волості Лимбазького краю. Розташоване на правому березі річки Дунте біля шосе А1, за 3,3 км від парафіяльного центру Мусткални, за 40 км від Салацгриви та за 61 км від Риги.
Поселення утворилося поблизу центру колишнього маєтку Дунте (Рутерн). З 1945 по 1954 рік — центр Дунтській волості, сільради. Сьогодні у селі Дунте знаходяться музей Мюнхгаузена, Лиепупський парафіяльний народний будинок, бібліотека.